# چونتاکویو
چونتاکویو (به اسپانیایی: Chontacollo) یک کوه در پرو است. چونتاکویو ۵٬۳۰۰ متر بالاتر از سطح دریا واقع شده‌است.